# Parti des combattants
Le Parti des combattants est un ancien parti politique belge ayant disposé d’un siège à la Chambre des représentants à l’issue des élections législatives du 20 novembre 1921.